# جامعة موسكو الحكومية

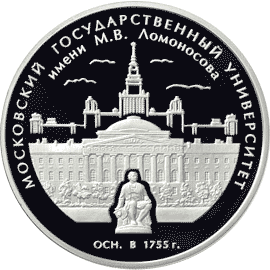
الشعار السابق لجامعة موسكو

جامعة موسكو الحكومية (باللغة الروسية: Московский государственный университет имени М. В. Ломоносова) التي تحمل اسم ميخائيل لومونوسوف هي إحدى أقدم وأضخم الجامعات التقليدية الروسية. وتعتبر أحد مراكز العلم والثقافة الوطنية. وقد سميت تكريما لميخائيل فاسيليفيتش لومونوسوف عام 1940.
جامعة موسكو الحكومية تضم 15 معهدا للبحوث العلمية و40 كلية وأكثر من 300 هيئة تدريسية. وللجامعة 6 فروع بما في ذلك خمسة في الخارج - جميعها في بلدان رابطة الدول المستقلة. كما يدرس في الجامعة نحو 35000 طالب في المرحلة الجامعية ومرحلة الدراسات العليا والتخصصات، و5000 طالب في الدراسات العليا والمرشحين وحملة الدكتوراه و10000 طالبا في الكليات التحضيرية، ما مجموعه نحو 50000 طالب. كما يدرس في الكليات والمراكز البحثية 4000 من الأساتذة والمعلمين و5000 من الباحثين. اما موظفو المساعدة والدعم فهم حوالي 15000 شخص. عميد جامعة موسكو الحكومية منذ عام 1992 هو الدكتور في العلوم الفيزيائية والرياضية والأكاديمي (من الأكاديمية الروسية للعلوم) فيكتور سادوفنيتشي.

## تاريخ تأسيس وتطوير جامعة موسكو

### تأسيس جامعة موسكو عام 1755
اقتُرح إنشاء الجامعة من طرف الاساتذة إيفان شوفالوفيم وميخائيل لومونوسوف، حيث تم التوقيع على مرسوم إنشاء الجامعة من قبل الإمبراطورة إليزابيتا بيتروفنا في 12 (23) يناير 1755، وفي ذكرى يوم التوقيع على المرسوم تقوم كل عام في الجامعة ذكرى القديسة تاتيانا - 12 يناير وفقا للتقويم اليولياني، اما في التقويم الغريغوري ففي 25 يناير القرن العشرون والحادي والعشرون وقد كان القاء أولى المحاضرات في الجامعة في 26 أبريل عام 1755، وأصبح الشريف شوفالوف أول امين للجامعة، والكسي ارغاماكوف (1711-1757) أول مدير لها.
كانت الجامعة تخضع للحاكم الإداري فقط، أما الأساتذة فكانوا يحاسبون فقط من قبل الجامعة ولم يخضعوا لأي محاسبة أخرى، وذلك بعد اقرار الأمين العام والمدير، وكان يجب على الأخير التالي:
«التصرف في إيرادات الجامعة والاجتهاد في تنميتها، وإنشاء الدراسة في المدرسة التابعة للجامعة جنبا إلى جنب مع أساتذة العلوم المختلفة، رفع تقرير بجميع المسائل المتعلقة بالجامعة»
تتم الموافقة على قرارات المدير من قبل الأمين العام، وبالتالي فان المدير كان في الواقع وسيطا بين الجامعة والأمين العام.
في البداية كانت الجامعة تقع في المبنى الرئيسي للصيدلية، المعروف سابقا باسم نظام زيمسكي، على موقع المتحف التاريخي الحكومي في الساحة الحمراء، وفي عهد كاثرين الثانية انتقل مبنى الجامعة إلى الجانب الآخر من شارع ماخافايا، والذي بني بين عام 1782 و1793 من قبل ماتفيي كازاكوف. وبعد احداث حريق موسكو عام 1812 تم ترميم المبنى من قبل المهندس المعماري دومينيكو جيلاردي.

### جامعة موسكو في القرن الثامن عشر
في القرن الثامن عشر كان في الجامعة ثلاث كليات: كلية الفلسفة وكلية الطب وكلية الحقوق. في عام 1779 اسس ميخائيل خيراسكوف دارا للضيافة وتحولت إلى مدرسة عام 1830. تأسست مطبعة الجامعة من قبل نيكولاي ايفانوفيتش نوفيكوف عام 1780. ونشرت في الجامعة الصحيفة الأكثر شعبية في الإمبراطورية الروسية - «موسكوفسكي فيدوموستي».

### جامعة موسكو في القرن التاسع عشر
في عام 1804 تم اعتماد قانون جديد باسم ي.إ.ف من قبل جامعة موسكو، حيث أصبحت رئاسة الجامعة انتخابية، وقد كان رئيس الجامعة ينتخب باجتماع سنوي للأساتذة المنتخبين وبموافقة شخصية من الإمبراطور. انتخابات يخضع ل، وكذلك يخضع عمداء الكليات للانتخاب. انتخب أول رئيس للجامعة المؤرخ والجغرافي خاريتون تشيبوتاروف. وفي أغسطس عام 2009 قدم الرئيس الروسي ديمتري ميدفيديف إلى مجلس الدوما مشروع قانون يلغي انتخاب رئيس جامعة موسكو الحكومية، وبموجب مشروع القانون يعين رئيس الجامعة من قبل رئيس الاتحاد الروسي، وتم تمرير مشروع القرار في القراءة الأولى في 10 سبتمبر.
في عام 1804 تم تقسيم كلية الطب إلى سريري (باطنية)، وقسم الجراحة وقسم التوليد. وخلال السنوات 1884-1897 تم في كلية الطب بناء «المدينة السريرية» في ديفيتشي بول «بالتبرعات الخاصة وبدعم مالي من الحكومة بين» سادوفي كالتسو و«دير نوفوديفيتشي»، وامتد على مسافة ميل وربع وأخذ مساحة 24 فدان. وقد صمم المباني كونستانتين ميخايلوفيتش بيكوفسكي، وكان الخبراء الاستشاريون للمشروع دكاترة الجامعة مثل نيكولاي سكليسوفسكي وفيدور اريزمان. حاليا توجد في «ديفيتشي بول» أكاديمية موسكو الطبية باسم إ.م.سيتشينوف وغيرها من المعاهد الحكومية والخاصة. وفي عام 1930 تم إخراج كلية الطب من جامعة موسكو الحكومية.

### جامعة موسكو في القرن العشرين
في عام 1911 ظهرت فضيحة مرتبطة بسياسة وزير التربية والتعليم آنذاك «ديلو كاسو». ونتيجة لذلك فقدت جامعة موسكو الحكومية خلال 6 سنوات 130 معلما ونحو 30 بروفيسرا، مما أضر بشكل كبير بالعملية التعليمية، وعلى وجه الخصوص أدت هذه العملية إلى اضرار بالغ بكلية الفيزياء والرياضيات وذلك عندما رحل بيتر ليبيديف المادية فتوقفت الكلية في تطورها لمدة 15 عاما قبل أن ينضم إليها ليونيد مانديلشتام.

## الجامعة اليوم
في عام 2010 احتلت جامعة موسكو الحكومية المرتبة ال 74 في "تصنيف "شنغهاي" الأكاديمي لجامعات العالم"، ووفقا للتصنيف الدولي "تصنيف الجامعات العالمية "ك.س" والذي تم نشره منذ عام 2010 بشكل منفصل عن التعليم العالي "للتايمز" فقد صعدت الجامعة إلى المرتبة ال 93، ومع ذلك فقد هبطت جامعة موسكو الحكومية في الترتيب نفسه وخرجت من المئة الأولى إلى المرتبة ال 112، فقد كمن الضعف في التخلف في الأعمال العلمية والبحثية، فضلا عن العدد القليل من الطلاب الاجانب من الدول الأخرى. وفي موقع " الجامعات الأكثر تقدما " فقد احتلت الجامعة – نظرا للتقدم الملحوظ في البحث العلمي – المرتبة ال 415، وقد كانت هي الجامعة الروسية الوحيدة في أول 500 جامعة.
وتمتلك الجامعة تحت تصرفها أكثر من 600 من المباني والمنشآت، بما في ذلك المبنى الرئيسي على «لينينسكي فارابيوفي غوري» على مساحة إجمالية قدرها حوالي مليون متر مربع. ففي موسكو وحدها تحتل أراضي جامعة موسكو الحكومية 205.7 هكتار. اما الحرم الجامعي الجديد فقد تم تخصيص بناء له من قبل حكومة موسكو بمساحة 120 هكتار وجاري العمل فيه بقوة منذ عام 2003. وفي عام 2005 شيد مبنى المركز الفكري حيث المكتبة الأساسية. وفي 1 سبتمبر 2007 افتتح رسميا كلا من رئيس بلدية موسكو يوري لوجكوف ورئيس جامعة موسكو سادوفنيتشي اثنين من المباني الكبرى والرئيسية في الجامعة. كما افتتح أول مبنى دراسي لجامعة موسكو الحكومية على ساحة لومونوسوف، حيث انتقلت ثلاثة كليات: كلية التاريخ والفلسفة وكلية إدارة الدولة، كما عزلت كلية العلوم السياسية من كلية الفلسفة في عام 2008 وتقع في المبنى التعليمي الأول، كما افتتح أيضا اثنين من مباني المركز الطبي، والذي يتألف من ما مجموعه خمسة مبان - العيادة وعيادة مع المستشفى مع 300 سرير ومراكز التحليل والتشخيص، وكذلك مبنى كلية الطب الأساسي. وفي 23 يناير 2009 قام حفل افتتاح المرحلة الأولى من مبنى العلوم الإنسانية الثالث والذي سيكون فيه كلية الاقتصاد.  أيضا قيد الإنشاء حاليا المبنى الرابع للعلوم الإنسانية لكلية القانون. وفي 25 يناير 2010 تم تشطيب المبنى الثاني والذي سوف يكون صورة طبق الأصل للمبنى الأول، ومن المقرر افتتاحه عام 2012 . وفي المستقبل من المتوقع أن الحرم الجامعي الجديد سيضم مدينة جامعية بها أربعة مباني دراسية، والتي رتبت بشكل نصف دائري حول المكتبة الرئيسية، وكذلك بعض مباني البحوث العلمية والتي تشكل كذلك نصف دائرة حول مباني الأكاديمية، اما السكن الجامعي فيسع 6,000 شخص في دائرة نصف الثانية ووبها استاد يسع 15 الف شخص. كما أنشأت نفق ارضي لمرور المشاة تحت الأرض تحت شارع لومونوسوف والذي يربط بين المباني القديمة والجديدة.
تم بناء المنطقة الجديدة بفضل التعاون النشط بين جامعة موسكو وشركة «انتيكو» المملوكة للدولة.  وقد خصصت حكومة مدينة موسكو للجامعة بايجار دائم وخالي من الملكية قطعة ارض مساحتها 120 هكتار، والتي بالإضافة إلى مباني الجامعة ستبنى عليها شركة «انتيكو» المملوكة للدولة منطقتين سكنيتين بسمى: شافالوفسكي ودومينيون، وسيكون نصيب الجامعة من تلك المنطقتين 30٪ من المساحة السكنية و15٪ من مواقف السيارات.
هناك فروع للجامعة قائمة في سيفاستوبول (أوكرانيا)، وفي بوشينو وأستانة (كازاخستان) وطشقند (أوزبكستان) ودوشانبي (طاجيكستان)، ومنذ عام 1988 انشئ فرع في أوليانوفسك وتم تحويله في عام 1995 إلى جامعة أوليانوفسك الحكومية. وفي فبراير 2009 تم الافتتاح الكبير لفرع من جامعة موسكو الحكومية في باكو، حيث حضر في حفل وضع حجر الأساس لجامعة موسكو الحكومية فرع باكو كلا من رئيس أذربيجان إلهام علييف ورئيس جامعة موسكو الحكومية باسم لومونوسوف فيكتور سادوفنيتشي، ووزير الثقافة والتعليم بروسيا اندريه فورسينكو ورئيس جامعة موسكو الحكومية لفرع باكو نرجس باشايفا وسيدة أذربيجان الأولى، وسفير النوايا الحسنة للأمم المتحدة السيدة ميخريبان الييفا.  وفي سبتمبر من نفس العام تم الافتتاح الكبير لفرع جامعة موسكو الحكومية في دوشانبيه.
توجد في الجامعة:
- المكتبة العلمية لجامعة موسكو الحكومية - إحدى أكبر المكتبات في روسيا والتي تقدم مجموعة واسعة من المؤلفات من مختلف مجالات المعرفة الإنسانية باللغتين الروسية والأجنبية.
- المركز الدراسي – العلمي المتخصص بجامعة موسكو الحكومية - مدرسة داخلية تأسست عام 1963 بمشاركة أندريه كولموغوروف وكثير من العلماء البارزين الآخرين، وتعد إلى الآن إحدى الهيئات التعليمية الثانوية المرموقة في البلاد.
- مسرح الطلاب بجامعة موسكو الحكومية
- متحف البحث العلمي في علم الحيوان
- مركز الأعشاب بجامعة موسكو الحكومية
- نادي الإبداع «زولوتيي ليسا»
- نادي الالب بجامعة موسكو الحكومية باسم ر.ف. خوخلوفا

- س.ك.ي.ف بجامعة موسكو الحكومية - الكمبيوتر الأقوى في رابطة الدول المستقلة.
- متحف البحث العلمي في علم الأرض
- متحف التاريخ بجامعة موسكو الحكومية
- أرشيف جامعة موسكو الحكومية
- الحديقة النباتية بجامعة موسكو الحكومية - أقدم مؤسسة علمية نباتية في روسيا.
- نشرة جامعة موسكو الحكومية – نشرات مختلف الكليات الدورية.
- نادي اليخوت بجامعة موسكو الحكومية

## حرم الجامعة

### المبنى الرئيسي لجامعة موسكو الحكومية

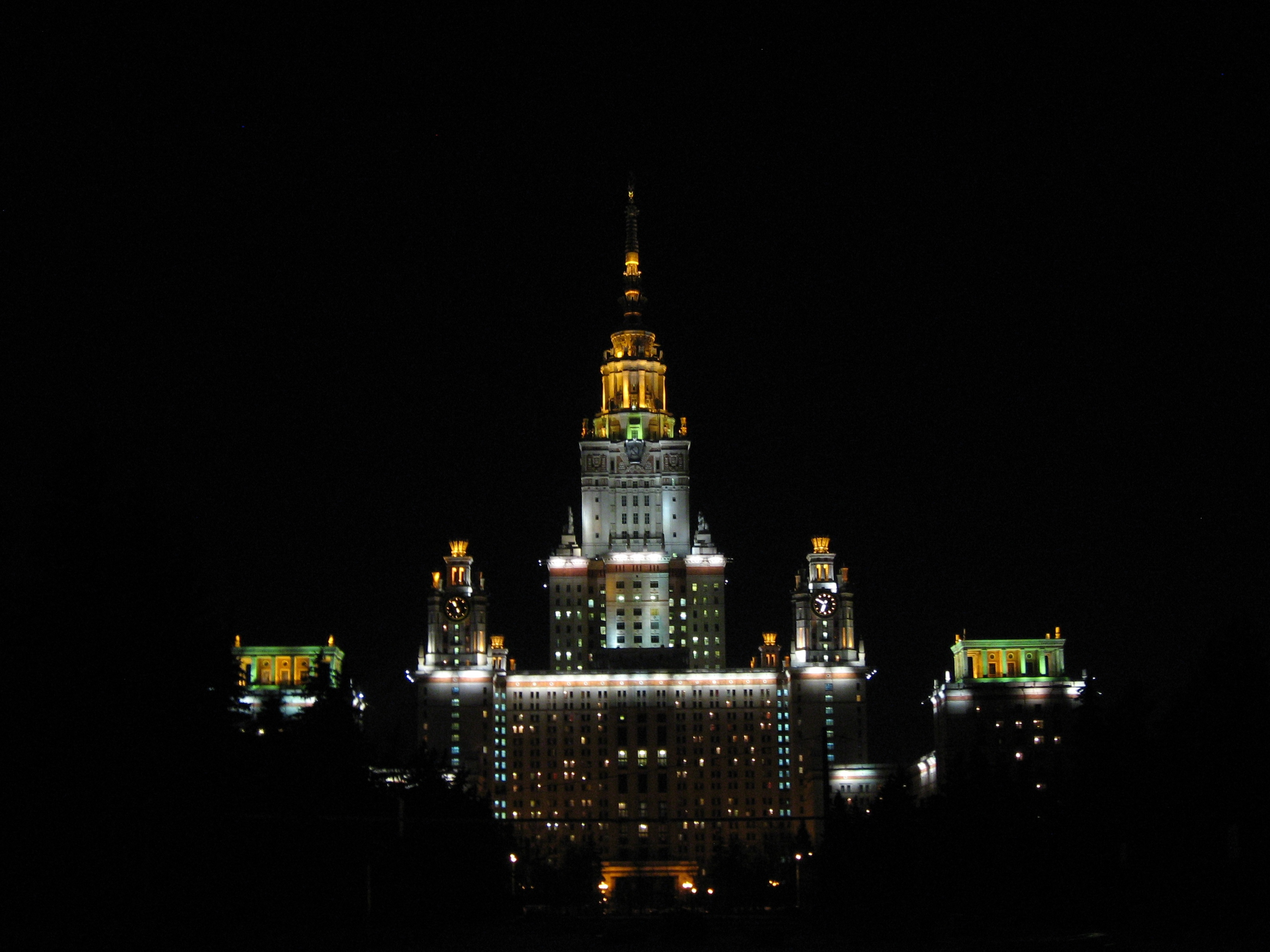
المبنى الرئيسي لجامعة موسكو ليلا

الجزء المركزي (القسم «أ») يتكون من 36 طابقا، وفيه عمادة الجامعة والخدمات الجامعية العامة ومجلس الشباب وكليات الميكانيكا والرياضيات، والجغرافيا، وكلية الجيولوجيا، ومتحف علوم الأرض، والقاعات الدراسية والمختبرات والمكتبات والمطاعم.
وتتفرع من الجزء المركزي 18 طابقا لاسكان الطلاب (الداخليات) (المبنى «ب» و«ف») مع أبراج تصل إلى الطابق ال 24.  ومن تلك الاقسام في المقابل تتفرع اقسام ذات ال 9 طوابق ج، د، ي، و- وتشغلها الداخليات كذلك والفنادق، وتجاور المبنى الرئيسي الأبراج («أ»، «ك»، «ل»، «م» حيث توجد شقق الأساتذة والمعلمين.

### بيت طلاب الدراسات العليا والجامعية بجامعة موسكو الحكومية
فرع اسكان طلبة جامعة موسكو الحكومية:  فرع اسكان  طلبة جامعة موسكو الحكومية

## كلياتها
بحلول شهر سبتمبر عام 2009، كانت الجامعة تحتوي على تسع وثلاثين كلية وخمس عشرة مركز أبحاث.
تتكون الجامعة من الكليات التالية:
- كلية الميكانيكا والرياضيات
- كلية الرياضيات الحاسوبية والشبكات المعلوماتية
- كلية الفيزياء
- كلية الكيمياء
- كلية علم المواد
- كلية علم الأحياء
- كلية المعلوماتية الحيوية والهندسة الحيوية
- كلية علم التربة
- كلية الجيولوجيا
- كلية الجغرافيا
- كلية الطب
- كلية الفيزياء والكيمياء
- كلية التاريخ
- كلية علم اللغة
- كلية الفلسفة
- كلية الاقتصاد
- كلية الحقوق
- كلية الصحافة
- كلية علم النفس
- معهد الدراسات الأسيوية والإفريقية
- كلية علم الاجتماع
- كلية اللغات الأجنبية
- كلية الإدارة العمومية
- كلية سياسات العالم
- كلية الفنون
- كلية الدراسات العالمية
- كلية التربية
- كلية العلوم السياسية
- المدرسة العليا لإدارة الأعمال
- مدرسة الاقتصاد لموسكو
- المدرسة العليا للترجمة
- المدرسة العليا للإدارة العمومية
- المدرسة العليا لمراقبة المؤسسات العمومية
- المدرسة العليا للإدارة والابتكار
- المدرسة العليا لإدارة الأعمال الابتكارية
- المدرسة العليا للعلوم الاجتماعية المعاصرة
- المدرسة العليا للتلفزة
- كلية of Further Education
- كلية التكوين العسكري

## معاهد ومراكز البحث
- معهد البحوث العلمية للفيزياء النووية باسم د.ف.سكوبيلتسينا
- معهد البحوث العلمية للميكانيكا
- معهد الفلك الحكومي باسم. ب.ك.شتيرنبرغ
- معهد البحوث العلمية للبيولوجيا الفيزيائية الكيميائية باسم أ.ن. بيلوزيرسكي
- مركز البحوث العلمية المعلوماتية
- معهد المشاكل النظرية المجهرية باسم ن.ن.بوقاليوبوفا
- معهد البحوث الرياضيات للنظم المعقدة
- معهد البحوث العلمية ومتحف الأنثروبولوجيا باسم د.ن.انوتشينا
- معهد علوم التربة البيئية
- معهد الاقتصاد والقانون
- معهد الثقافة العالمية
- المعهد الروسي - الألماني للعلوم والثقافة
- معهد الأمن المعلوماتي

## الكراسي البحثية

### كرسي الأمير نايف بن عبد العزيز آل سعود
يعد كرسي الأمير نايف بن عبدالعزيز آل سعود أحد الكراسي البحثية والعلمية السعودية الموجودة في بعض الجامعات الغربية مثل جامعة موسكو. وقد تأسس هذا الكرسي في عام 1416هـ/1996م، وقد وقع الاختيار على جامعة موسكو لتحتضن الكرسي لأن الإسلام ثاني ديانة في روسيا، إلى جانب أن روسيا تغيرت اتجاهاتها السياسية والفكرية فأصبحت أكثر انفتاحًا على الدول الخارجية وثقافاتها خاصة بعد تقلص الحركة الشيوعية، فجاء إنشاء الكرسي ليكون همزة وصل علمية وحضارية بين الدولتين (السعودية وروسيا) وثقافتيهما.
أما عن الهدف من إنشاء هذا الكرسي، فقد كان من أجل المساهمة بالقيام بدور تعريفي حول الحضارة الإسلامية، والفكر الإسلامي، وقد لقي هذا الكرسي الحفاوة والترحيب من منسوبي الجامعة.

## خريجون ومدرسون مشهورون في الجامعة
- أشرف الصباغ
- أليكسيي أليكسييفتش أبريكوسوف
- أندريه ديمترفيتش ساخاروف
- أندريه كاراطائف
- أندريه كولموغوروف
- عبد الله النفيسي
- عبد الوهاب البياتي
- سلام العبيدي
- مصطفى سعد
- نيكولاي جيغوروفيتش شوكوفسكي
- نيكولاي سيميونوف
- محمود عباس
- ميخائيل تشوماكوف

## وصلات خارجية
- جامعة موسكو العمومية